# Powiat Barcs
Powiat Barcs (węg. Barcsi járás) – jeden z jedenastu powiatów komitatu Somogy na Węgrzech. Jego powierzchnia wynosi 696,47 km². W 2007 liczył 25 427 mieszkańców (gęstość zaludnienia 36 os./1 km²). Siedzibą władz jest miasto Barcs.

## Miejscowości powiatu Barcs
- Babócsa
- Barcs
- Bélavár
- Bolhó
- Csokonyavisonta
- Darány
- Drávagárdony
- Drávatamási
- Heresznye
- Homokszentgyörgy
- Istvándi
- Kálmáncsa
- Kastélyosdombó
- Komlósd
- Lad
- Lakócsa
- Patosfa
- Péterhida
- Potony
- Rinyaújlak
- Rinyaújnép
- Somogyaracs
- Szentborbás
- Szulok
- Tótújfalu
- Vízvár